# Levala
Levala är en ort i Estland. Den ligger i Rakvere kommun och landskapet Lääne-Virumaa, i den centrala delen av landet, 90 km öster om huvudstaden Tallinn. Levala ligger 121 meter över havet och antalet invånare är 119.
Terrängen runt Levala är platt, och sluttar norrut. Runt Levala är det glesbefolkat, med 11 invånare per kvadratkilometer. Närmaste större samhälle är Rakvere, 9,1 km norr om Levala. Omgivningarna runt Levala är en mosaik av jordbruksmark och naturlig växtlighet.